# Eugène Garsonnet
Jean-Baptiste-Eugène Garsonnet, född den 18 november 1841 i Caen, död den 15 februari 1899 i Feignies, var en fransk rättslärd.
Garsonnet började sin bana som universitetslärare i Douai, men förflyttades 1870 till Paris som professor i civil process. Hans huvudarbete är den på sin tid mycket använda Traité théorique et pratique de procédure (1882–1896). 